# مجموعه متعدی (نظریه مجموعه‌ها)
در نظریه مجموعهها یک مجموعه A را گذرا (به انگلیسی: transitive) گویند اگر یکی از شرایط معادل زیر را داشته باشد:
- هرگاه x ∈ A و y ∈ x، آنگاه y ∈ A.
- هر x ∈ Aو x یک اورلمنت (عنصری که خود از جنس مجموعه نیست) نباشد، آنگاه x یک زیر مجموعه از A باشد.

به‌طور مشابه یک رده M گذرا است اگر هر عنصر از M زیر مجموعه‌ای از M باشد.

## مثال
با استفاده از تعریف اعداد ترتیبی پیشنهاد شده توسط جان فون نویمان، اعداد ترتیبی به عنوان مجموعه‌های موروثاَ گذرا تعریف می‌شوند: یک عدد ترتیبی یک مجموعه گذرا ست که اعضایش هم گذرا (و در نتیجه عدد ترتیبی) هستند. رده از همه اعداد ترتیبی یک کلاس گذرا است.
هر یک از مراحل Vα و Lα که منجر به ساخت جهان فون نویمان V و جهان ساختنی گودل L منجر می‌شوند، مجموعه‌های گذرا هستند. جهان‌های L و V خودشان کلاس‌های گذرایند.
این یک فهرست کامل از تمام مجموعه‌های گذرا تا ۲۰ براکت است:
- {\displaystyle \{\},}
- {\displaystyle \{\{\}\},}
- {\displaystyle \{\{\},\{\{\}\}\},}
- {\displaystyle \{\{\},\{\{\}\},\{\{\{\}\}\}\},}
- {\displaystyle \{\{\},\{\{\}\},\{\{\},\{\{\}\}\}\},}
- {\displaystyle \{\{\},\{\{\}\},\{\{\{\}\}\},\{\{\{\{\}\}\}\}\},}
- {\displaystyle \{\{\},\{\{\}\},\{\{\{\}\}\},\{\{\},\{\{\}\}\}\},}
- {\displaystyle \{\{\},\{\{\}\},\{\{\{\}\}\},\{\{\},\{\{\{\}\}\}\}\},}
- {\displaystyle \{\{\},\{\{\}\},\{\{\{\}\}\},\{\{\{\}\},\{\{\{\}\}\}\}\},}
- {\displaystyle \{\{\},\{\{\}\},\{\{\{\},\{\{\}\}\}\},\{\{\},\{\{\}\}\}\},}
- {\displaystyle \{\{\},\{\{\}\},\{\{\{\}\}\},\{\{\},\{\{\}\},\{\{\{\}\}\}\}\},}
- {\displaystyle \{\{\},\{\{\}\},\{\{\},\{\{\}\}\},\{\{\},\{\{\},\{\{\}\}\}\}\},}
- {\displaystyle \{\{\},\{\{\}\},\{\{\},\{\{\}\}\},\{\{\{\}\},\{\{\},\{\{\}\}\}\}\},}
- {\displaystyle \{\{\},\{\{\}\},\{\{\{\}\}\},\{\{\{\{\}\}\}\},\{\{\},\{\{\}\}\}\},}
- {\displaystyle \{\{\},\{\{\}\},\{\{\},\{\{\}\}\},\{\{\},\{\{\}\},\{\{\},\{\{\}\}\}\}\},}
- {\displaystyle \{\{\},\{\{\}\},\{\{\{\}\}\},\{\{\{\{\}\}\}\},\{\{\{\{\{\}\}\}\}\}\},}
- {\displaystyle \{\{\},\{\{\}\},\{\{\{\}\}\},\{\{\{\{\}\}\}\},\{\{\},\{\{\{\}\}\}\}\},}
- {\displaystyle \{\{\},\{\{\}\},\{\{\{\}\}\},\{\{\{\},\{\{\}\}\}\},\{\{\},\{\{\}\}\}\},}
- {\displaystyle \{\{\},\{\{\}\},\{\{\{\}\}\},\{\{\},\{\{\}\}\},\{\{\},\{\{\{\}\}\}\}\},}
- {\displaystyle \{\{\},\{\{\}\},\{\{\{\}\}\},\{\{\{\{\}\}\}\},\{\{\},\{\{\{\{\}\}\}\}\}\},}
- {\displaystyle \{\{\},\{\{\}\},\{\{\{\}\}\},\{\{\{\{\}\}\}\},\{\{\{\}\},\{\{\{\}\}\}\}\},}
- {\displaystyle \{\{\},\{\{\}\},\{\{\{\}\}\},\{\{\},\{\{\}\}\},\{\{\},\{\{\},\{\{\}\}\}\}\},}
- {\displaystyle \{\{\},\{\{\}\},\{\{\{\}\}\},\{\{\},\{\{\}\}\},\{\{\{\}\},\{\{\{\}\}\}\}\},}
- {\displaystyle \{\{\},\{\{\}\},\{\{\{\}\}\},\{\{\{\{\}\}\}\},\{\{\{\}\},\{\{\{\{\}\}\}\}\}\},}
- {\displaystyle \{\{\},\{\{\}\},\{\{\{\}\}\},\{\{\{\{\}\}\}\},\{\{\},\{\{\}\},\{\{\{\}\}\}\}\},}
- {\displaystyle \{\{\},\{\{\}\},\{\{\{\}\}\},\{\{\{\},\{\{\{\}\}\}\}\},\{\{\},\{\{\{\}\}\}\}\},}
- {\displaystyle \{\{\},\{\{\}\},\{\{\{\}\}\},\{\{\},\{\{\}\}\},\{\{\{\}\},\{\{\},\{\{\}\}\}\}\},}
- {\displaystyle \{\{\},\{\{\}\},\{\{\{\}\}\},\{\{\},\{\{\}\}\},\{\{\},\{\{\}\},\{\{\{\}\}\}\}\},}
- {\displaystyle \{\{\},\{\{\}\},\{\{\{\}\}\},\{\{\},\{\{\{\}\}\}\},\{\{\{\}\},\{\{\{\}\}\}\}\},}
- {\displaystyle \{\{\},\{\{\}\},\{\{\{\}\}\},\{\{\{\{\}\}\}\},\{\{\{\{\}\}\},\{\{\{\{\}\}\}\}\}\},}
- {\displaystyle \{\{\},\{\{\}\},\{\{\{\}\}\},\{\{\{\{\}\}\}\},\{\{\},\{\{\}\},\{\{\{\{\}\}\}\}\}\},}
- {\displaystyle \{\{\},\{\{\}\},\{\{\{\}\}\},\{\{\},\{\{\}\}\},\{\{\{\{\}\}\},\{\{\},\{\{\}\}\}\}\},}
- {\displaystyle \{\{\},\{\{\}\},\{\{\{\}\}\},\{\{\},\{\{\}\}\},\{\{\},\{\{\}\},\{\{\},\{\{\}\}\}\}\},}
- {\displaystyle \{\{\},\{\{\}\},\{\{\{\}\}\},\{\{\},\{\{\{\}\}\}\},\{\{\},\{\{\},\{\{\{\}\}\}\}\}\},}
- {\displaystyle \{\{\},\{\{\}\},\{\{\{\}\}\},\{\{\},\{\{\{\}\}\}\},\{\{\},\{\{\}\},\{\{\{\}\}\}\}\},}
- {\displaystyle \{\{\},\{\{\}\},\{\{\{\{\},\{\{\}\}\}\}\},\{\{\{\},\{\{\}\}\}\},\{\{\},\{\{\}\}\}\},}
- {\displaystyle \{\{\},\{\{\}\},\{\{\{\},\{\{\}\}\}\},\{\{\},\{\{\}\}\},\{\{\},\{\{\},\{\{\}\}\}\}\},}
- {\displaystyle \{\{\},\{\{\}\},\{\{\{\}\}\},\{\{\{\{\}\}\}\},\{\{\},\{\{\{\}\}\},\{\{\{\{\}\}\}\}\}\},}
- {\displaystyle \{\{\},\{\{\}\},\{\{\{\}\}\},\{\{\{\{\}\},\{\{\{\}\}\}\}\},\{\{\{\}\},\{\{\{\}\}\}\}\},}
- {\displaystyle \{\{\},\{\{\}\},\{\{\{\}\}\},\{\{\},\{\{\}\}\},\{\{\},\{\{\{\}\}\},\{\{\},\{\{\}\}\}\}\},}
- {\displaystyle \{\{\},\{\{\}\},\{\{\{\}\}\},\{\{\},\{\{\{\}\}\}\},\{\{\{\}\},\{\{\},\{\{\{\}\}\}\}\}\},}
- {\displaystyle \{\{\},\{\{\}\},\{\{\{\}\}\},\{\{\{\}\},\{\{\{\}\}\}\},\{\{\},\{\{\}\},\{\{\{\}\}\}\}\},}
- {\displaystyle \{\{\},\{\{\}\},\{\{\{\},\{\{\}\}\}\},\{\{\},\{\{\}\}\},\{\{\},\{\{\{\},\{\{\}\}\}\}\}\},}
- {\displaystyle \{\{\},\{\{\}\},\{\{\{\},\{\{\}\}\}\},\{\{\},\{\{\}\}\},\{\{\{\}\},\{\{\},\{\{\}\}\}\}\},}
- {\displaystyle \{\{\},\{\{\}\},\{\{\{\}\}\},\{\{\{\{\}\}\}\},\{\{\{\{\{\}\}\}\}\},\{\{\},\{\{\}\}\}\},}
- {\displaystyle \{\{\},\{\{\}\},\{\{\{\}\}\},\{\{\{\{\}\}\}\},\{\{\{\},\{\{\}\}\}\},\{\{\},\{\{\}\}\}\},}
- {\displaystyle \{\{\},\{\{\}\},\{\{\{\}\}\},\{\{\{\{\}\}\}\},\{\{\},\{\{\}\}\},\{\{\},\{\{\{\}\}\}\}\}.}

## خواص
یک مجموعه X گذرا است اگر و تنها اگر {\displaystyle \bigcup X\subseteq X} که در آن {\displaystyle \bigcup X} اجتماع از تمام عناصر از X است که مجموعه اند، {\displaystyle \bigcup X=\{y\mid (\exists x\in X)y\in x\}}. اگر X گذرا باشد، در آنصورت {\displaystyle \bigcup X} گذرا است. اگر X و Yگذرا باشند، در آنصورت ‏X∪Y∪{X∪Y} ‎گذرا است. در کل اگر X رده‌ای باشد که همه عناصرش گذرایند، در آنصورت، {\displaystyle X\cup \bigcup X} گذرا است.
یک مجموعه X که شامل اورلمنت‌ها نمی‌شود، گذرا است اگر و تنها اگر زیر مجموعه‌ای از مجموعه توانی اش، {\displaystyle X\subset {\mathcal {P}}(X)} شود. مجموعه توانی یک مجموعه گذرا فاقد اولمنت، گذرا است.

## بستار گذرا
بستار گذرا از یک مجموعه X،کوچکترین (نسبت به شمول) مجموعه گذرا شامل X است. فرض کنید مجموعه X داده شده باشد. در آنصورت بستار گذرا X برابر است با:
{\displaystyle \bigcup \{X,\bigcup X,\bigcup \bigcup X,\bigcup \bigcup \bigcup X,\bigcup \bigcup \bigcup \bigcup X,\ldots \}.}
توجه داشته باشید که این، مجموعه تمام اشیاء مرتبط با X از طریق بستار تعدی رابطه عضویت است.

## مدل‌های گذرا نظریه مجموعه‌ها
کلاس‌های گذرا اغلب جهت ساخت تفاسیر برای خود نظریه مجموعه‌ها مورد استفاده قرار می‌گیرد، که معمولاً مدل‌های درونی گفته می‌شوند. دلیلش این است که خواص تعریف شده فرمول‌های محدود، برای کلاسهای متعدی، مطلق هستند.
یک مجموعه (یا کلاس) گذرا که مدلی از یک سیستم صوری از نظریه مجموعه هاست، مدل گذرا از آن سیستم نام دارد. گذرایی یک عامل مهم در تعیین مطلق بودن فرمول هاست.
در رویکرد فراساختاری به آنالیز نا استاندارد، جهان‌های نا استاندارد،خاصیت گذرایی قوی دارند.

## همچنین نگاه کنید
- گسترش انتها
- رابطه متعدی
- کلاس ابرتعدی